# West Logan
West Logan – miasto w Stanach Zjednoczonych, w stanie Wirginia Zachodnia, w hrabstwie Logan.